# Pennantiet

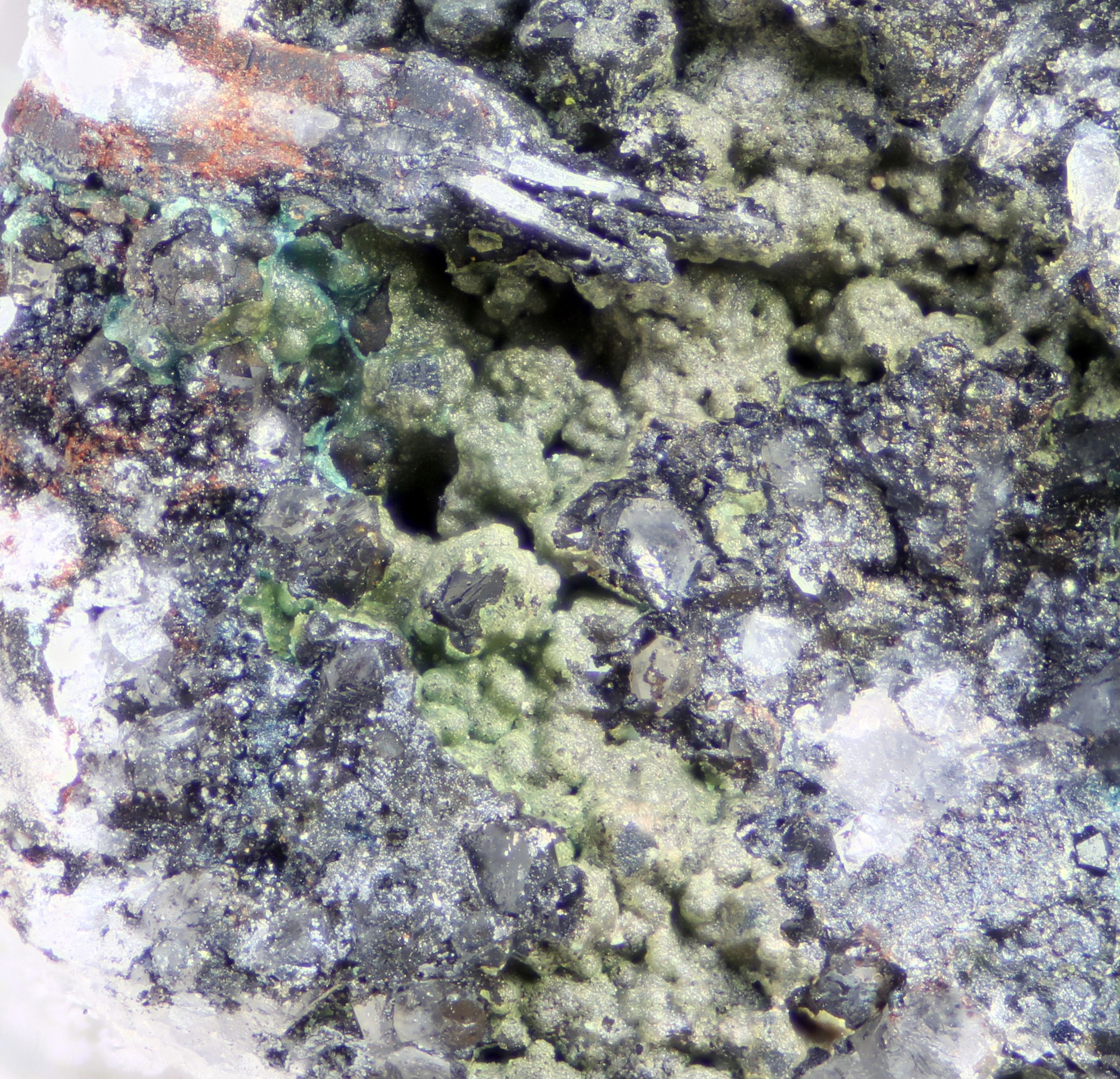
Pennantiet

Het mineraal pennantiet is een fyllosilicaat met molecuulformule (Mn5Al)(Si3Al)O10(OH)8. Het is het mineraal in de chlorietgroep waar mangaan in voorkomt. Het is oranjerood tot roodbruin, heeft een parelglans en een bruingele streepkleur. Het heeft een monoklien kristalstelsel en de splijting is perfect volgens kristalvlak [001]. De massadichtheid is 3,06 kg/l, de hardheid is 2 tot 3 en pennantiet is niet radioactief. Pennantiet komt zoals andere chlorietmineralen vooral in licht metamorfe gesteenten voor.